# Tu amore mio/Viva
Tu amore mio/Viva è un singolo di Fiorella Mannoia pubblicato nel 1977 dalla Dischi Ricordi (Catalogo: SRL 10842).

## Tracce
Lato A
1. Tu amore mio – 3:33 (testo: Franco Califano – musica: Silla Foresi)

Lato B
1. Viva – 2:47 (testo: Silvestro Longo – musica: Silla Foresi)

Durata totale: 6 min : 20 s